# Proibito (pel·lícula de 1954)
Proibito és una pel·lícula de 1954, dirigida per Mario Monicelli, basada en la novel·la La madre de Grazia Deledda.

## Argument
Paolo Solinas, un jove rector de la parròquia, torna a la seva ciutat natal, a Sardenya, on es veu involucrat en la baralla entre dues famílies rivals: els Barra i els Corraine. Conscient de l'amor que el va unir anys abans a Agnese, una de les filles dels Barra, Paolo intenta restablir la pau entre les dues famílies amb la mediació de la noia. Tot això podria acabar bé, donat el desig del cap de la família Corraine, Constantino, de casar el seu nebot amb Agnese; tanmateix, ningú ha tingut en compte els sentiments de la jove que, encara enamorada de Paolo, rebutja categòricament el casament. La guerra, per tant, torna a començar més violenta que abans. Després d'haver entès que encara sent atracció cap a Agnese i que li correspon, a Paolo només li queda una alternativa: demanar el trasllat. No obstant això, serà Agnese qui marxi, mentre Constantine, el cap de la família Corraine, es lliura a les autoritats.

## Repartiment
- Mel Ferrer: Don Paolo
- Amedeo Nazzari: Costantino Corraine
- Lea Massari: Agnese Barras
- Henri Vilbert: Niccodemo Barras
- Germaine Kerjean: Maddalena Solinas
- Eduardo Ciannelli: bisbe
- Marco Guglielmi: Mareddu
- Manlio Busoni:
- Ornella Spegni: vídua Casu
- Mimmo Palmara:
- Giulio Battiferri:
- Memo Luisi: Antioco
- Orazio Costa:

## Realització
El rodatge es va fer a les localitats d'Ittiri, Tissi, Codrongianos, Aggius i Aglientu, a la província de Sàsser, el 1954. Nombrosos veïns van participar en la realització de la pel·lícula com a figurants, i els actors van sojornar un temps a les cases del poble. Hi havia molts llocs d'interès per rodar. Algunes escenes, com les que involucren l'amagatall dels bandolers de Corraine, van ser filmades a Ardara, sota les roques de Pianu Inzas. Va ser precisament en aquest lloc on es va rodar el tiroteig (ambientat de nit) en què el mariscal dels carrabiners va perdre la vida. La primera escena de l'emboscada contra els carrabiners es va filmar al llarg de la carretera provincial 3 sota les carenes de Giorrè al municipi de Cargeghe.